# 786 TCN
786 TCN là một năm trong lịch La Mã.